# Модена, Густаво
Густа́во Мо́дена (итал. Gustavo Modena; 13 января 1803, Венеция, Австрийская империя, ныне Венеция, Италия — 20 февраля 1861, Турин, Пьемонт, Италия) — итальянский театральный актёр.

## Биография
Принимал активное участие в болонском восстании 1831 года и в революции 1848—1849 годов и других событиях рисорджименто. С 1824 года началась его актёрская карьера, приведшая его к работе антрепренёром. Его имя носит Театр Густаво Модены в Ваяно и Театр Густаво Модены в Генуе.

## Репертуар
- «Франческа да Римини» Пеллико — Паоло
- «Саул» Альфьери — Саул
- «Брут» Альфьери — Брут
- «Филипп II» Альфьери — Филипп II
- «Людовик XI» Делавиня — Людовик XI

## Сочинения
- Politica e arte. Epistolario con biografia. — Roma, 1888.